# Tanque turbo clon
Un tanque turbo clon es un vehículo ficticio perteneciente al universo Star Wars.
El tanque turbo clon o HAVw A6 Juggernaut (HAVw por Heavy Assault Vehicle/wheeled que significa vehículo de asalto con ruedas) fue uno de los vehículos más enormes introducidos durante las Guerras Clónicas, el tanque turbo era un titán de 10 ruedas lleno de armas y cubierto con gruesa armadura. Con un diseño rectangular y una aparente ingeniería simple, el tanque turbo posee fuerzas tácticas imparables favorecidas por los soldados clon. Llevado y desplegado por cruceros de ataque de la República, el tanque turbo pasa sobre cualquier oposición, demoliendo obstáculos en su camino. Sus variadas torretas láser y puertos de misiles pueden disparar en todas las direcciones. El tanque tiene dos cabinas-una adelante y otra detrás-operadas por personal, permitiéndole avanzar hacia adelante o hacia atrás sin necesidad de voltear.
El Juggernaut fue un vehículo empleado por la Rebelión (de hecho, el Juggernaut era el vehículo más letal de la Alianza) y por el Imperio. Entre sus participaciones más conocidas durante la guerra se encuentran las escaramuzas en Yavin y la batalla de Hoth.
- Datos: Q9081780